# Leucochrysa (Nodita) marquezi
Leucochrysa (Nodita) marquezi is een insect uit de familie van de gaasvliegen (Chrysopidae), die tot de orde netvleugeligen (Neuroptera) behoort. 
Leucochrysa (Nodita) marquezi is voor het eerst wetenschappelijk beschreven door Navás in 1913.